# Melle Mel

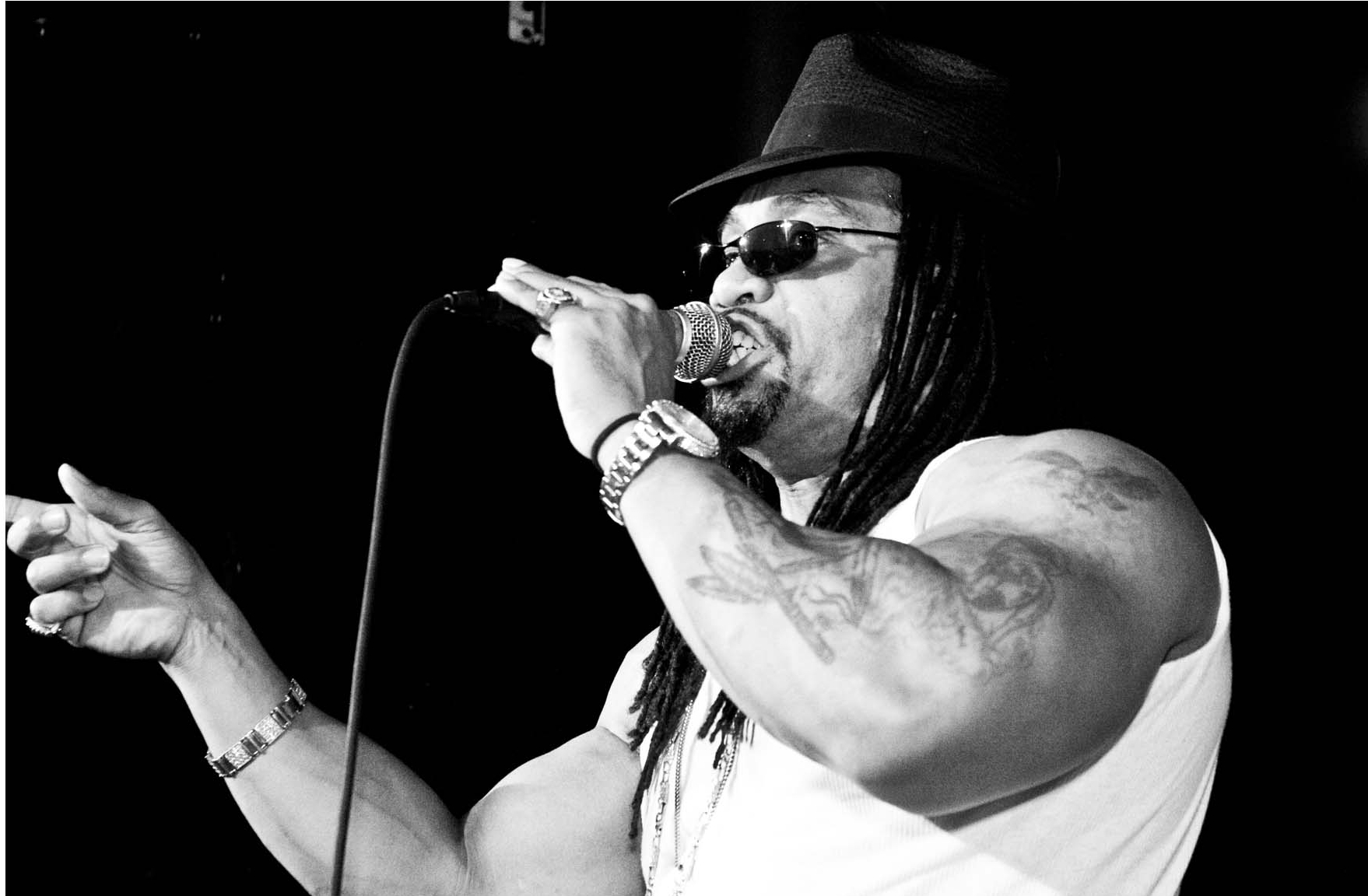
Melle Mel (2010)

Melle Mel (eigentlich Melvin Glover; * 15. Mai 1961 in der Bronx, New York City) ist ein US-amerikanischer Hip-Hop-Musiker.

## Karriere
Bekanntheit erlangte Melle Mel als Mitglied der Gruppe Grandmaster Flash & the Furious Five. Er ist der Schöpfer deren wohl bekanntesten Titels The Message. Nach Streitigkeiten zwischen Melle Mel und Grandmaster Flash verließ Melle Mel die Gruppe und gründete mit einigen Mitgliedern die Gruppe Grandmaster Melle Mel & the Furious Five. Die Gruppe hatte unter anderem einen Auftritt in dem Film Beat Street. Ab 1984 wirkte er mit anderen Künstlern zusammen, so rappte er bei Chaka Khans weltweiten Chart-Hit I Feel for You. 1988 erschien noch einmal ein Album der wiedervereinigten Gruppe um Grandmaster Flash namens On the Strength. 1989 war er an Quincy Jones’ Album Back on the Block beteiligt. Erst 2007 erschien mit Muscles das Debütalbum von Melle Mel, welches aber die Charts verfehlte.

## Diskografie

### Studioalben
| Jahr | Titel                                      | Höchstplatzierung, Gesamtwochen, AuszeichnungChartsChartplatzierungen (Jahr, Titel, Platzierungen, Wochen, Auszeichnungen, Anmerkungen) | Anmerkungen                                                               |
| Jahr | Titel                                      | US | Anmerkungen                                                               |
| ---- | ------------------------------------------ | --- | ------------------------------------------------------------------------- |
| 1984 | Grandmaster Melle Mel and the Furious Five | US189 (3 Wo.)US | Erstveröffentlichung: 1984 als Grandmaster Melle Mel and the Furious Five |
| 1989 | Piano                                      | — | Erstveröffentlichung: 1989 als Grandmaster Melle Mel and the Furious Five |
| 1997 | Right Now                                  | — | Erstveröffentlichung: 8. April 1997 mit Scorpio                           |
| 2001 | On Lock                                    | — | Erstveröffentlichung: 4. Dezember 2001 als Die Hard                       |
| 2006 | Portal in the Park                         | — | Erstveröffentlichung: 14. November 2006 mit Cricket Casey                 |
| 2007 | Muscles                                    | — | Erstveröffentlichung: 23. Januar 2007 als Grandmaster Melle Mel           |

### Singles
| Jahr | Titel Album                         | Höchstplatzierung, Gesamtwochen, AuszeichnungChartplatzierungen (Jahr, Titel, Album, Platzierungen, Wochen, Auszeichnungen, Anmerkungen) | Höchstplatzierung, Gesamtwochen, AuszeichnungChartplatzierungen (Jahr, Titel, Album, Platzierungen, Wochen, Auszeichnungen, Anmerkungen) | Höchstplatzierung, Gesamtwochen, AuszeichnungChartplatzierungen (Jahr, Titel, Album, Platzierungen, Wochen, Auszeichnungen, Anmerkungen) | Höchstplatzierung, Gesamtwochen, AuszeichnungChartplatzierungen (Jahr, Titel, Album, Platzierungen, Wochen, Auszeichnungen, Anmerkungen) | Höchstplatzierung, Gesamtwochen, AuszeichnungChartplatzierungen (Jahr, Titel, Album, Platzierungen, Wochen, Auszeichnungen, Anmerkungen) | Anmerkungen |
| Jahr | Titel Album                         | DE | AT | CH | UK | US | Anmerkungen |
| ---- | ----------------------------------- | --- | --- | --- | --- | --- | --- |
| 1983 | White Lines (Don’t Do It) –         | — | — | — | UK7 Silber · (61 Wo.)UK | — | Erstveröffentlichung: 1983 mit Grandmaster Flash                                                                                                |
| 1984 | Jesse –                             | — | — | — | UK83 (3 Wo.)UK | — | Erstveröffentlichung: 1984 mit Grandmaster Flash                                                                                                |
| 2015 | Downtown This Unruly Mess I’ve Made | DE30 (15 Wo.)DE | AT45 (12 Wo.)AT | CH48 (9 Wo.)CH | UK11 Platin · (23 Wo.)UK | US12 Platin · (20 Wo.)US | Erstveröffentlichung: 27. August 2015 Verkäufe: + 2.030.000 Macklemore & Ryan Lewis feat. Eric Nally, Melle Mel, Kool Moe Dee & Grandmaster Caz |

Weitere Singles
- 1982: Message II (Survival) (mit Duke Bootee)
- 1984: Continuous White Lines
- 1984: Beat Street Breakdown
- 1984: Step Off
- 1984: We Don't Work for Free
- 1984: World War III
- 1985: King Of the Streets
- 1985: Pump Me Up
- 1985: Vice
- 1985: The Mega-Melle Mix
- 1994: Sun Don't Shine in the Hood
- 1997: Mama (mit Scorpio)
- 1997: Mr. Big Stuff (mit Scorpio)
- 2003: Where Ya At?
- 2007: M-3
- 2014: Don't Shoot